# 10포인트 머스트 시스템
10포인트 머스트 시스템(10-point must system)은 격투 경기(권투나 종합격투기 등)의 점수를 매기기 위한 방법의 하나이다. 심판들이 한 라운드에서 우위를 보인 선수에게 반드시 10점을 주고 상대에게는 9점 이하의 점수를 주는 방식이다. 이를테면 라운드 중에 넉다운이 발생하면 그 라운드에서 넉다운 당한 선수는 8점, 그 상대는 10점을 얻게 되는 식이다. (물론 넉다운당한 선수가 일어나지 못 하면 점수와 상관없이 경기가 종료된다.) 한 라운드의 점수는 다른 라운드의 내용에 영향을 받지 않으며 오직 그 라운드의 내용만을 점수로 계산한다. 경기에서 예정된 라운드가 모두 종료되면 심판은 각 라운드의 점수를 합산하고 더 많은 점수를 받은 선수를 경기의 승자로 정한다. 
한 라운드에서 누가 우위를 점했는지 분명하지 않으면 양쪽 모두 10점을 준다. 또한 우위를 점한 선수가 파울을 범해 감점되었을 경우 10점이 아닌 9점이 나올 수도 있다. 때문에 라운드나 심판의 수가 홀수라도 무승부가 나올 가능성도 있다.

## 채점의 예
홍길동과 백두산이 세 라운드 경기를 한다고 가정할 때 채점표가 다음과 같이 나온다면...
| 심판 | 1라운드 | 2라운드 | 3라운드 | 총점  | 승자 판정  | 승자 판정 |
| ---- | ------- | ------- | ------- | ----- | ---------- | --------- |
| 가   | 10-9    | 9-10    | 9-9     | 28-28 | 0-0 무승부 | 2-0 승    |
| 나   | 10-9    | 10-10   | 9-9     | 29-28 | 1-0 승     | 2-0 승    |
| 다   | 10-8    | 9-10    | 9-9     | 28-26 | 1-0 승     | 2-0 승    |

'나'와 '다'의 두 심판이 홍길동을 경기의 승자로 판정했으므로, 홍길동이 심판 2-0 판정으로 경기의 승자가 된다. 또한 3라운드에서 두 선수중 한 명은 반칙으로 감점되었을 것이다.